# オルドーニョ4世
オルドーニョ4世 （Ordoño IV de León、925年頃 - 962年または963年）は、レオン王（在位：958年 - 960年）。悪王（el Malo）と呼ばれた。

## 生涯
アルフォンソ4世と王妃オネカの子として生まれた。ラミロ2世の甥にあたる。オルドーニョ3世没後にサンチョ1世が即位し、激しい内戦が起きると、貴族らはサンチョ1世を追放しオルドーニョ4世を王位につけた。
非常に短い間だったため、その治世については知られていない。
959年にサンチョ1世がレオンに近づいている知らせを聞くと、彼はアストゥリアスへ逃亡した。961年以降はブルゴスに身を隠したが、さらに妻を置いて逃げなければならなかった。妻の父親フェルナン・ゴンサレスがサンチョ1世と同盟を結び、彼の庇護を受けられなくなったためだった。彼はついにメディナセーリの将軍ガーリブ（es）に降伏し、コルドバへ連行され962年か963年に死んだ。後に彼の遺骨はレオン王国へ送られ、サン・イシドロ・デ・レオン聖堂の王室霊廟に埋葬された。

## 子女
958年頃、カスティーリャ伯フェルナン・ゴンサレスの娘で、オルドーニョ3世の未亡人であるウラカ・フェルナンデスと結婚した。年代記を記したサンピロによれば、2人の間には2子が生まれ、そのうちの1人ガルシアは、父によって人質としてコルドバへ送られている。